# Ceromella
Ceromella är ett släkte av spindeldjur. Ceromella ingår i familjen Ceromidae.
Kladogram enligt Catalogue of Life:
| Ceromella | \| \| Ceromella focki \| \| \| \| \| \| Ceromella hepburni \| \| \| \| \| \| Ceromella pallida \| \| \| \| |
|           | \| \| Ceromella focki \| \| \| \| \| \| Ceromella hepburni \| \| \| \| \| \| Ceromella pallida \| \| \| \| |
|           | Ceroma |
|           | |
|           | Toreus |
|           | |
|           | Ceromella focki                                                                                            |
|           | |
|           | Ceromella hepburni                                                                                         |
|           | |
|           | Ceromella pallida                                                                                          |
|           | |

|  | Ceromella focki    |
|  |                    |
|  | Ceromella hepburni |
|  |                    |
|  | Ceromella pallida  |
|  |                    |